# Francisco Jiménez de Cisneros
Francisco Jiménez de Cisneros, de naixement Gonzalo Jiménez de Cisneros, i més conegut com el cardenal Cisneros (Torrelaguna, Corona de Castella 1436 - Roa 1517) fou un religiós franciscà i assessor d'estat, tercer Inquisidor general de Castella i regent a la mort dels reis Felip I i Ferran el Catòlic.

## Biografia
Va néixer l'any 1436 a la població de Torrelaguna, població situada al centre de la península Ibèrica i avui en dia situada a la Comunitat de Madrid. Fill d'una família pobra, possiblement va ser enviat a la vila d'Alcalá de Henares durant la seva adolescència per estudiar gramàtica, i posteriorment assistí al Col·legi de Sant Bartolomeu de Salamanca, i d'allí va passar a Roma on va ser ordenat sacerdot.
Després de la defunció del seu pare, retornà a Espanya i aconseguí ser nomenat arxipreste d'Uceda, enfrontant-se amb l'arquebisbe de Toledo, fet que va significar l'empresonament de Cisneros per l'arquebisbe Alonso Carrillo de Acuña durant alguns anys. Tot i la seva reclusió, Cisneros no va renunciar al seu càrrec, en el qual va ser mantingut pel cardenal Pedro González de Mendoza, i fou alliberat aviat, ja que, segons es dedueix en algunes biografies, l'any 1478 era capellà major de la catedral de Sigüenza.

## Orde franciscà
Va sofrir una profunda crisi espiritual que el va dur a entrar en l'orde dels franciscans, adoptant a partir d'aquell moment el nom de "Francisco" en honor de Sant Francesc d'Assís. Es va tancar en el convent de La Salceda i durant set anys va dur una vida monacal.
La reina Isabel la Catòlica el convertí l'any 1492 en el seu confessor, seguint els consells de l'arquebisbe de Toledo, el cardenal González de Mendoza, primer protector de Cisneros. Posteriorment va ser nomenat provincial de l'orde franciscana i hi realitzà una profunda reforma, reformant més endavant el clergat secular.
A la mort del cardenal Mendoza l'any 1495 va ser nomenat arquebisbe de Toledo, càrrec que durant la baixa edat mitjana era ostentar el major poder després de la Corona, a l'esdevenir el primat d'Espanya per l'església catòlica. Cisneros, tot i que se'l considerava una persona superba, era un home que no es va deixar impressionar pel càrrec, i sota les seves luxoses vestidures sempre dugué l'hàbit franciscà.

## Relacions amb el poder
Isabel la Catòlica va tenir en Cisneros no només un confessor, sinó també un conseller. Quan va morir la reina, foren nomenats reis de Castella Joana I de Castella i el seu espòs Felip d'Habsburg, el qual morí sobtadament el 1506. A la mort d'aquest Joana va donar mostres de demència per la qual cosa Cisneros va assumir la regència fins que el rei d'Aragó Ferran el Catòlic retornà de Nàpols per fer-se càrrec del govern de Castella. Ferran, agraït, aconseguí per a Cisneros el títol de cardenal per part del papa Juli II, sent ordenat el 17 de maig de 1507.
Un cop finalitzada la Segona Guerra de Nàpols, Cisneros insisteix en la necessitat d'ocupar els ports de Berberia, i, per evitar objeccions de Ferran el Catòlic, s'ofereix a anticipar les despeses de l'expedició, i l'abril de 1504 es decideix la conquesta del nord d'Àfrica. La conquesta de la zona atribuïda a la Corona d'Aragó s'inicià amb la presa de Mers el-Kebir en 1505, i amb l'ajut dels plànols proporcionats per Girolamo Vianello continuà amb la presa d'Orà el 1509, Bugia i Trípoli el 1510 i les submissions d'Alger, Ténès i Dellys, imposant el protectorat de la Corona de Castella sobre l'Emirat de Tlemcen el 24 d'abril de 1510. Sentint-se molt malalt durant la presa d'Orà, es va retirar secretament a Alhama de Almería, on va rebre un tractament en el balneari de la localitat.
A la mort de Ferran el Catòlic va assumir la regència per segona vegada fins que el príncep Carles I, que es trobava a Flandes, retornés a la península per ocupar els trons de Castella i Aragó. En aquesta etapa és quan Cisneros, que contava ja amb vuitanta anys, dona mostres d'uns dots polítics i una habilitat per a governar extraordinàries, sabent plantar cara a un noblesa castellana desitjosa de recuperar el poder perdut i a les intrigues dels que pretenien substituir en el tron espanyol a Carles pel seu germà Ferran d'Habsburg, educat a Castella.
Cisneros va morir el 8 de novembre de 1517 a la població de Roa, situada a la comarca de Ribera del Duero de l'actual província de Burgos, quan es dirigia a rebre Carles I.

## Activitat cultural

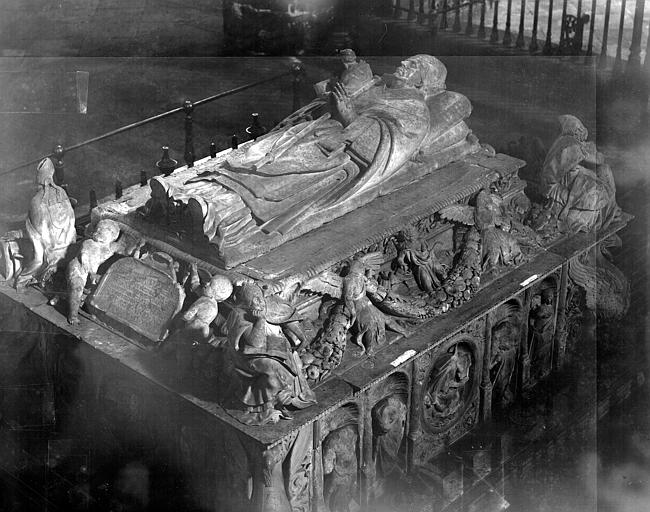
Tomba del Cardenal Cisneros

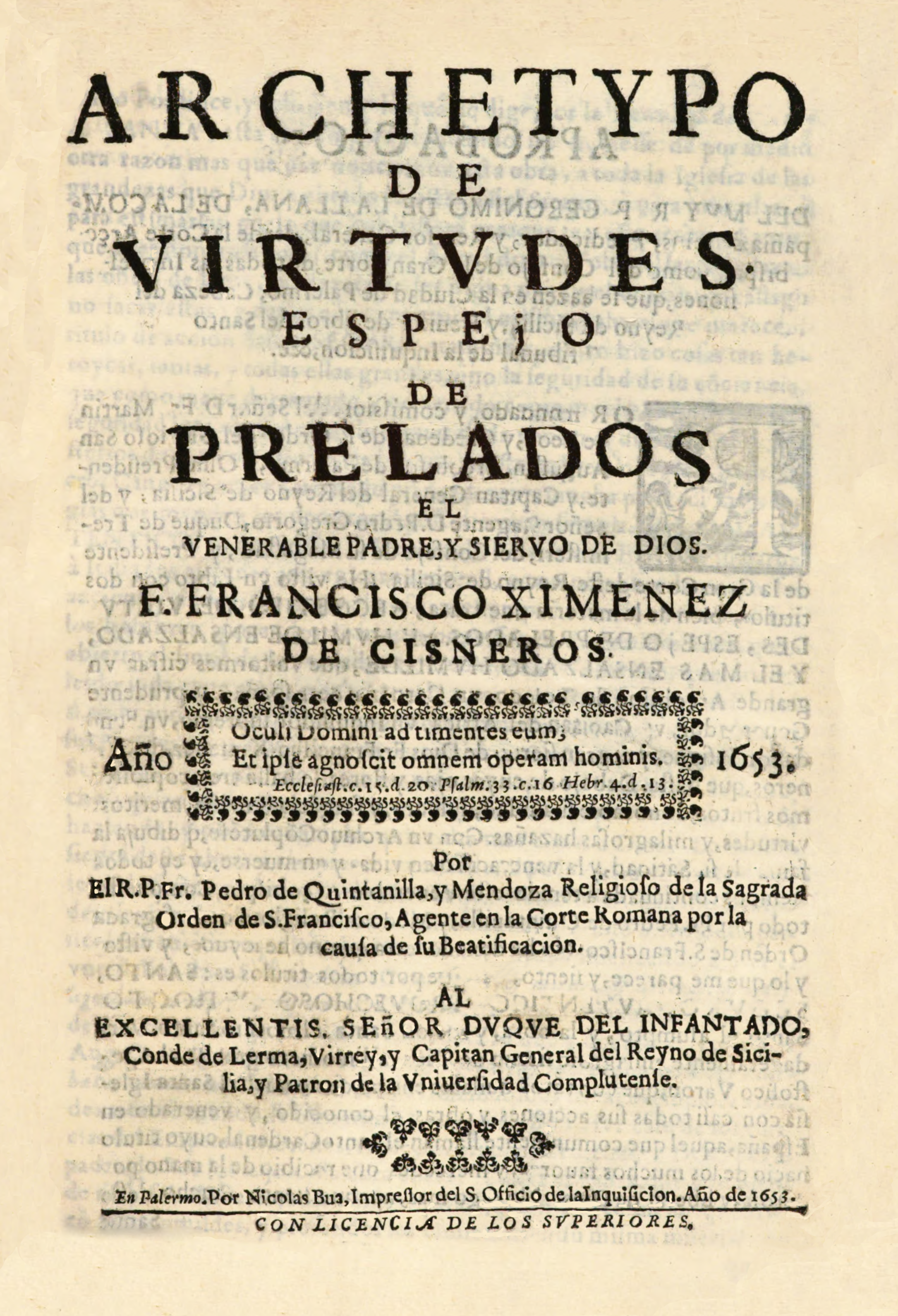
"Archetypo de virtudes" (Pedro de Quintanilla y Mendoza, 1653).

Durant la seva vida va participar, en major o menor mesura, en tot el que es va fer durant el regnat dels Reis Catòlics i va contribuir de forma decisiva a la configuració del nou estat. Va reformar la vida religiosa que havia caigut en una gran relaxació moral i una varietat intel·lectual. Va saber veure que tota renovació començava per l'educació i sense ser ell un erudit va fundar una de les institucions que més ha influït en la cultura espanyola, la Universitat d'Alcalá de Henares.
Aquesta universitat fou fundada l'any 1499 a partir de l'antic Studium Generale d'Alcalá de Henares, del qual Cisneros en fou alumne. Aquesta serà la primera universitat renaixentista, moderada, humanista i universal. Cisneros va ser conscient de la transcendència de la seva fundació i no va regatejar en esforços per a dotar al seu Col·legi-Universitat del marc urbanístic adequat, d'un finançament generós i dels millors mestres de l'època, per la qual cosa la vila d'Alcalá de Henares es veié immensament beneficiada per aquest cardenal. La primera pedra de l'edifici que l'albergà la va posar Cisneros el 14 de març de 1501, en 1508 van començar les classes i en 1510 va dotar a la seva fundació d'unes Constitucions.
A més de dotar a la ciutat d'Alcalá de Henares d'una de les Universitats més importants d'Espanya, va substituir el deteriorat temple medieval de Sant Just per un bell edifici gòtic, per al qual va aconseguir el títol de "Magistral". Actualment es tracta de l'Església Magistral d'aquesta ciutat (actualment Catedral Magistral) situada en ple centre de la ciutat, en la qual es troba actualment enterrat. No obstant això, la seva rica sepultura es troba avui dia en la capella de Sant Ildefons, adscrita a l'antic Col·legi Major del mateix nom, i dins de l'anomenada "ciutat universitària" de la ciutat.